# 何桥镇 (保定市)
何桥镇，是中华人民共和国河北省保定市清苑区下辖的一个乡镇级行政单位。原为何桥乡，2022年12月27日撤乡设镇。

## 行政区划
何桥镇下辖以下地区：
何桥村、史家桥村、苑桥村、杨村、良庙村、郭村、范郭桥村、李胡桥村、张桥村、石头桥村、玉皇庙村、耿桥村、许家洼村、北杨庄村、北李庄村、蔡桥村、前铺村和后铺村。